# Нектарець сокотрійський
Некта́рець сокотрійський (Chalcomitra balfouri) — вид горобцеподібних птахів родини нектаркових (Nectariniidae). Ендемік Сокотри.

## Поширення і екологія
Сокотрійські нектарці є ендеміками острова Сокотри. Вони живуть в сухих чагарникових заростях на високогір'ях. Зустрічаються на висоті до 1370 м над рівнем моря.